# Slaaptekort (lied)
Slaaptekort is een lied van de Nederlandse popgroep Bankzitters. Het werd in 2024 als single uitgebracht.

## Achtergrond
Slaaptekort is geschreven door Koen van Heest, Robbie van de Graaf, Raoul de Graaf, Matthyas Maarten het Lam, Milo ter Reegen, Carlos Vrolijk en Brahim Fouradi en geproduceerd door Project Money. Het is een nummer dat past in het genre nederpop. In het lied wordt er gezongen over dat ze te weinig slapen omdat ze de hele nacht lang met hun geliefde zijn. Het was de eerste single van de boyband in 2024

## Hitnoteringen
De groep had succes met het lied in de hitlijsten van Nederland. Het piekte op de veertiende plaats van de Nederlandse Single Top 100 in de vier weken dat het in deze hitlijst stond. Er was geen notering in de Nederlandse Top 40; het kwam hier tot de derde positie van de Tipparade. 